# Cristóbal Parralo
Cristóbal Parralo Aguilera noto semplicemente come Cristóbal Parralo (Cordova, 21 agosto 1967) è un allenatore di calcio ed ex calciatore spagnolo.
Difensore, giocò principalmente come laterale destro, ma all'occorrenza anche al centro.

## Palmarès

### Giocatore

#### Competizioni nazionali
- Coppa di Spagna: 2

Barcellona: 1987-1988
Espanyol: 1999-2000
- Supercoppa di Spagna: 1

Barcellona: 1991
- Campionato spagnolo: 1

Barcellona: 1991-1992

#### Competizioni internazionali
- Coppa dei Campioni: 1

Barcellona: 1991-1992

### Allenatore

#### Competizioni nazionali
- Primera Federación: 1

Racing Ferrol: 2022-2023